# 輔仁大學
25°2′8.9″N 121°25′59.4″E / 25.035806°N 121.433167°E
天主教輔仁大學，通稱輔仁大學、輔大（FJCU），是中華民國一所天主教大學，始於1925年本篤會在北京建校，至1952年併入北京師範大學；之後在1961年由聖言會、耶穌會與中國聖職單位（臺灣主教團）在臺北復校，2013年統合學校法人至今。現址新北市新莊區，設有12個學院、附設醫院、天主教學術院及數間博物館、圖書館。
輔大是臺灣唯一直屬於羅馬教廷的天主教大學。參與創始亞洲博雅、歐盟七校、清華五校聯盟，主掌UMAP秘書處，亦擁有全臺最初AACSB及IFT認證、A&HCI期刊與職業級體育校隊群。躋身亞洲3大天主教大學、交協台灣7大名門大學之一。輔大創校迄今近百週年，在臺復校逾60年，校友近20萬人遍及全球社會各界，涵蓋閣揆、大法官、立法委員、富比世富豪等名流，3名中央研究院院士、學者、藝文名人、奧運及各級體育賽事選手。

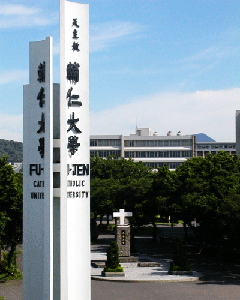
輔大校門碑柱，校名題字為時任考試院院長賈景德墨寶

## 概要
天主教大學具有「聖座設立」、「修道會或教區設立」的差異，輔仁大學為兩者兼具之特例。

### 憲章
輔仁大學遵循《天主教大學憲章》、《天主教法典》第807條「以嚴謹、批判的態度，藉著研究、教學與服務，來維護人類尊嚴和文化傳承」，在中華民國《大學法》之外另訂「大學宗旨」摘要如下：
1. 致力於中華文化與基督信仰之交融。
2. 獻身於學術研究與弘揚真理。
3. 促使社會均衡發展及增進人類福祉。

### 象徵

#### 校名
輔仁大學的校名由近代中國教育家、天主教徒英斂之所定，源自《論語·顏淵》書中曾子的格言：「君子以文會友，以友輔仁」。其意指「藉學問集合同志朋友，共同發揮仁道精神」。英譯校名經常省略「天主教」（Catholic）字眼，使用FJCU、FJU兩種縮寫。中文全銜有：
聖座文化及教育部的法定校名：天主教輔仁大學。
中華民國教育部的登記校名：輔仁大學學校財團法人輔仁大學。

#### 校徽與標誌
輔大的校徽經歷了多階段變革。
- 北平最初版校徽，類似唐裝團花，內嵌垂直的「輔仁」二字。此式校徽仍存在於建築瓦當中。
- 北平第二版校徽，為圓角倒三角型，呈紫金二色。
- 復校最初版校徽，除了顏色改為藍白二色，其餘與北平校徽相同。此式校徽仍存在於臺北輔大「文舍學苑」正門前磨石地板（舊文學院院徽的中央部分）。
- 復校第二版校徽，形狀改為盾牌狀，由於部份不變。
- 復校第三版校徽，於1971年啟用至今，由校長室主任秘書龔士榮神父（歷史系校友，靜宜大學第二任校長設計。周邊以稻穗嘉禾圍圈，象徵和平；中央十二顆星象徵上智之座聖母；徽腳下書校訓拉丁文（真＝veritas、善＝bonitas、美＝pulchritudo、聖＝sanctitas）。

輔仁大學識別標誌於2021年、即輔大在台復校60周年時啟用，以簡化校徽元素為發想進行改良。包容了天主教及輔大主保聖人無染原罪聖母之意涵：如藍白兩色象徵聖母在法國露德顯聖時所穿的衣服色彩。12星則表示圍繞著其頭部的12顆星，也代表輔仁大學12個學院。盾牌形亦似｢心」形，它不僅是象徵「捍衛真理」、「捍衛聖教會」的盾牌，亦是「聖母聖心」之意。象徵和平的橄欖枝，更是來自舊約聖經中的諾厄方舟，鴿子啣回橄欖枝的典故。

#### 校旗
輔大校旗以白色與黃色配色，代表輔大直屬聖座。中央十二顆星象徵聖母瑪利亞，是為教宗若望二十三世批准的輔大主保。

### 校風與文化
輔大是華語世界最悠久的由天主教會興辦的大學，也是全臺最西化的綜合大學，在學術獨立、學生社團、體育運動有深厚傳統，也是近現代史學運重鎮之一。
基於梵蒂岡與德國聖言會的權威，輔大曾是中國抗日戰爭期間唯一不受日本帝國主義接管、控制的北京大專院校。在臺復校後，在教廷國務院的嚴重關切下，輔大亦得以阻絕威權當局干涉校務，保障學生言論自由。
輔大復校以來秉承士林哲學、三知論哲學傳統，會通儒學，反對相對主義的霸權。現稱「輔仁學派」。
基於基督宗教信仰，輔大和平研究中心大體上支持廢除死刑、反對墮胎、反對高等教育功利化。自從臺灣政府實施彈性學雜費方案後，輔大曾是唯一主動調降學雜費的臺灣大專院校（2001年）。
輔大早年學術特色以哲學（含神學）、外語最具成就，設有臺灣史上第一個外語學院、民生學院、哲學研究所等數十個首創院系所。21世紀常年位在主流大學排名榜內，屬國內前段（前12名至前10%）之列。作為臺灣學生規模最大的私立大學、僅次台大的綜合大學，現學門廣度為全臺第四，在文、理、法、商相對知名，亦是特定領域之學術重鎮，如：文史哲（含國際漢學、西洋史）、法學、語言學、博物館學及體育學、時尚設計學。作為全台大學雲端、大數據課程先驅，擁有全人教育課程近300門，學士班必修大學入門、人生哲學（早年另有「女儀教育」），各級學制皆必修專業倫理。輔大醫學院為全臺三座綜合大學醫學院之一，也是少數校區、醫院相連的大學。
輔大校園富有歐洲小城特徵，設有教堂（淨心堂）與修道院。該校遵行梵二大公會議精神，不規定教職員生必須信奉天主教。

## 沿革

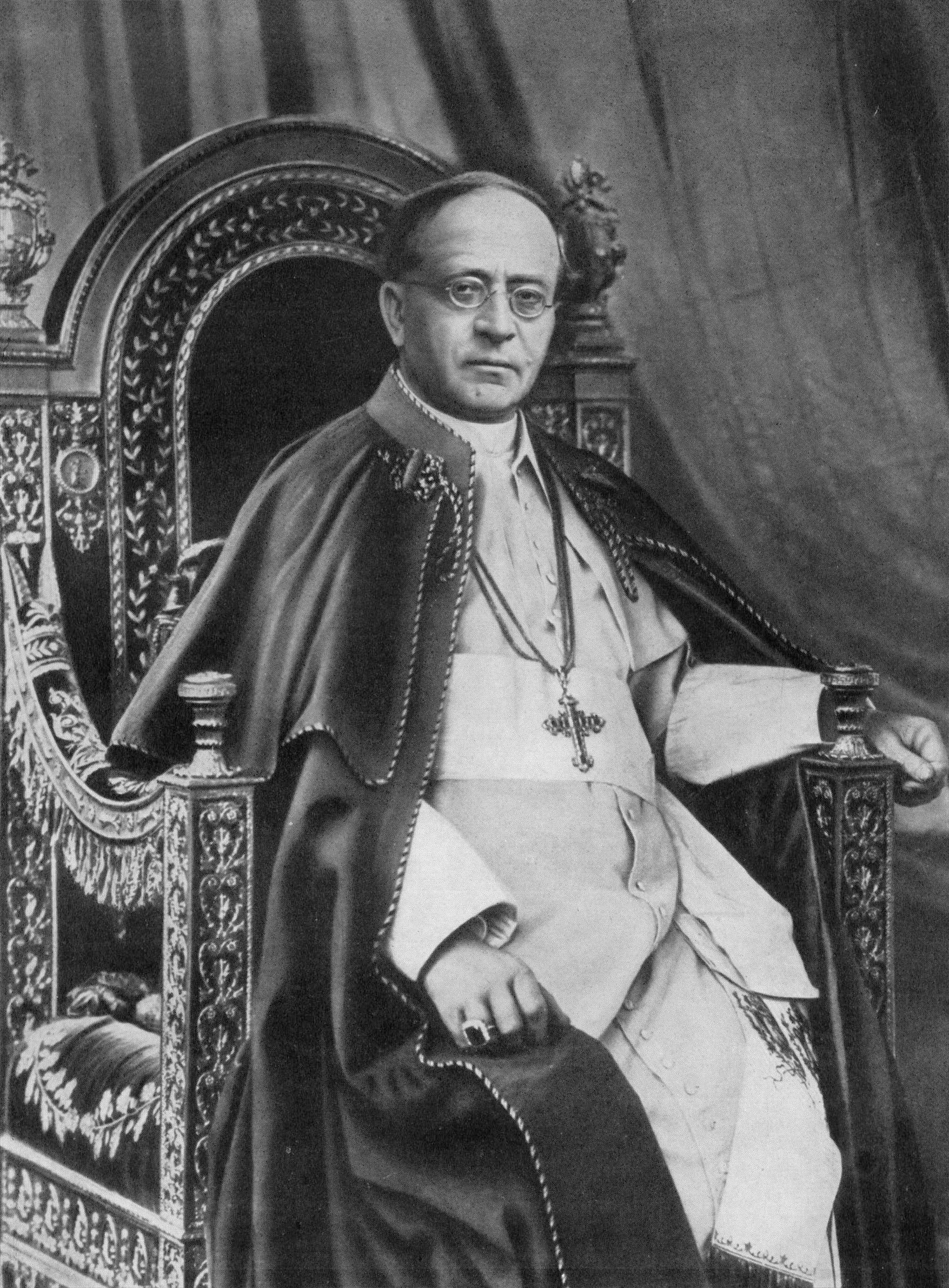
資助10萬里拉，支持輔大創校的教宗庇護十一世

### 簡史
輔大兩度創立（北京建校、在台復校），均經教宗諭令及捐助，且獲歐洲、美國官民各界捐款支援：
- 1923年：教宗庇護十一世捐助里拉10萬元
- 1959年：教宗若望廿三世捐助美元10萬元[72][73]
- 1961年：美國波士頓總主教理查·庫興（英语：Richard Cushing）樞機籌集美元90萬元[72][74][h]
- 1962年：西德政府撥款馬克250萬元[75]

1925年，英斂之手訂《北京公教大學附屬輔仁社簡章》，該年也由輔大校方追認為創校之始。
1949年，中共建政開始排斥教會，宗教學校被中華人民共和國政府停辦，期間歷經數年整頓，輔大在1952年大部份軟硬體均被併入北京師範大學。在總長約達27年的北京／北平時期，輔大亦曾頒發中國第一位女性原子物理碩士學位，畢業生為王光美（中華人民共和國第一夫人）。
1959年，羅馬教廷將輔大在臺灣復校視為「重建中國教會思想的堡壘」，教廷傳信部（萬民福音部）署理部長雅靜安樞機大力支持。不久後，教廷教育部令于斌總主教負責籌備復校及籌募經費等事宜，于總主教並主張聯合聖言會、耶穌會及中國主教團（今臺灣主教團）共同參與，輔大由此形成了三單位教學、行政、宿務、財務各自分立，設置一名校長及三名副校長的聯邦制，時人傳稱「輔仁大學是三個大學」。2000年1月，輔大董事會通過三單位合併決議案，並於2002年8月1日正式執行，三單位分立的體制始走入歷史。聖言會會士柯博識 （页面存档备份，存于）（Jac Kuepers, SVD）曾因此稱「輔仁大學不是一般的私立大學」：
|  | …輔仁大學的成立有別於其他大學，是一個由三個不同行政單位組織成的聯邦大學體制。 教區聖職人員與不同修會的合作，在天主教以及全世界是一個非常獨特的現象。 |

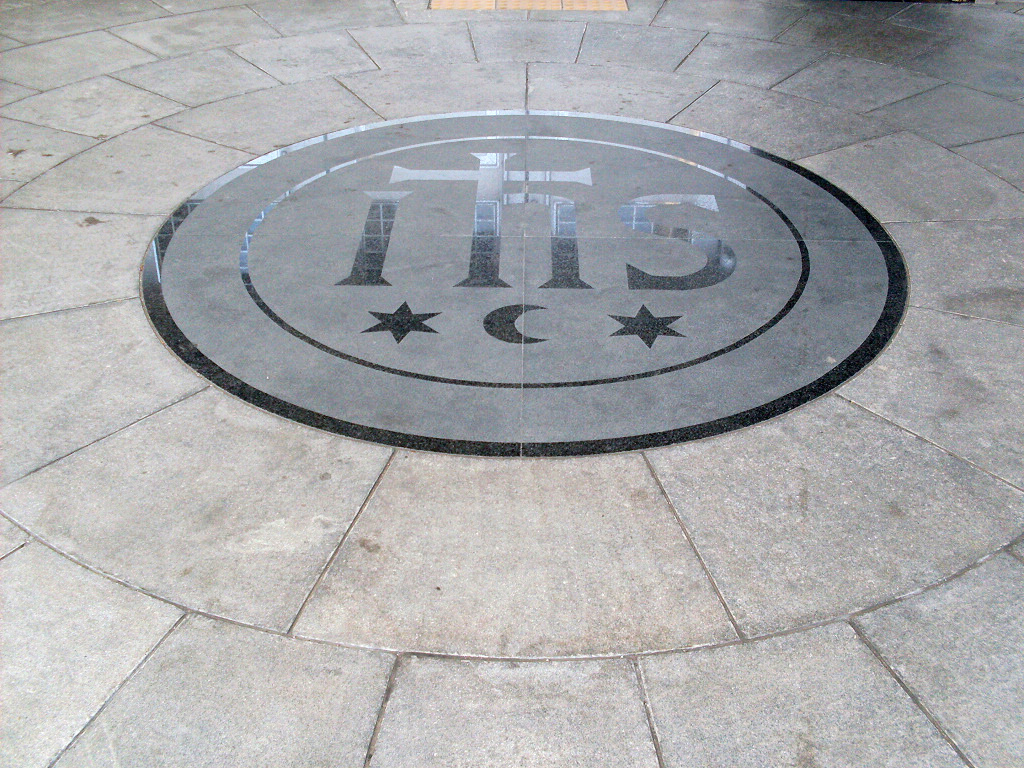
以耶穌會會章為概念設計的輔大法管院系單位標誌（總圖書館一樓出入口）
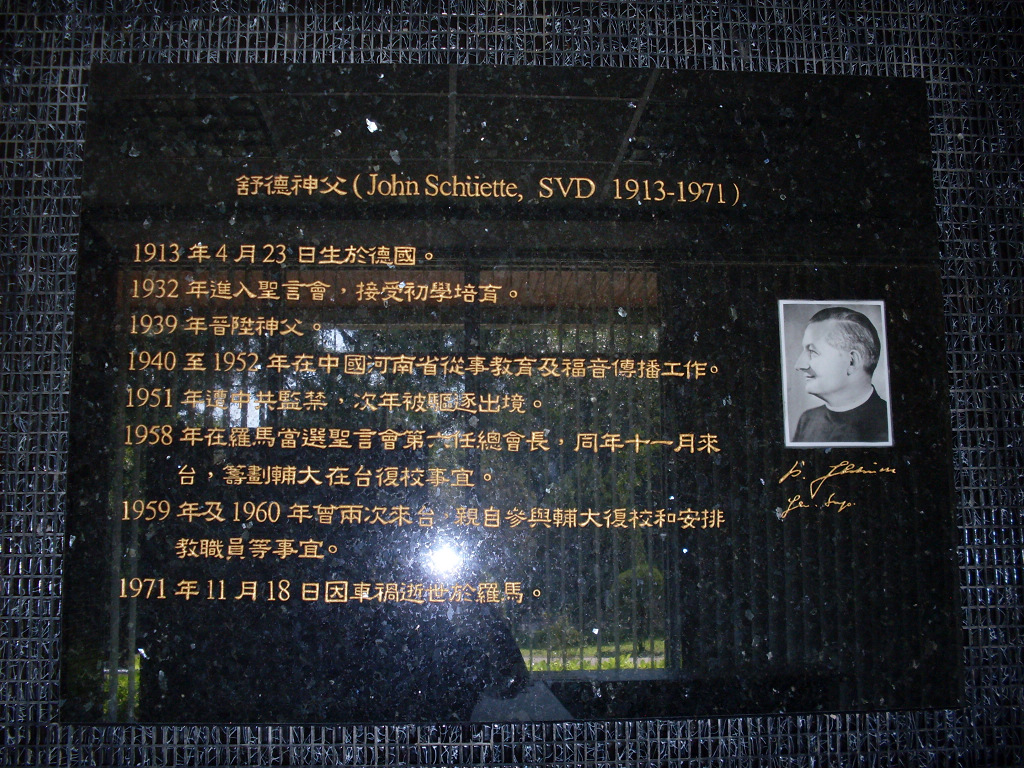
聖言會舒德神父事蹟（自然科學暨外語民生圖書館）
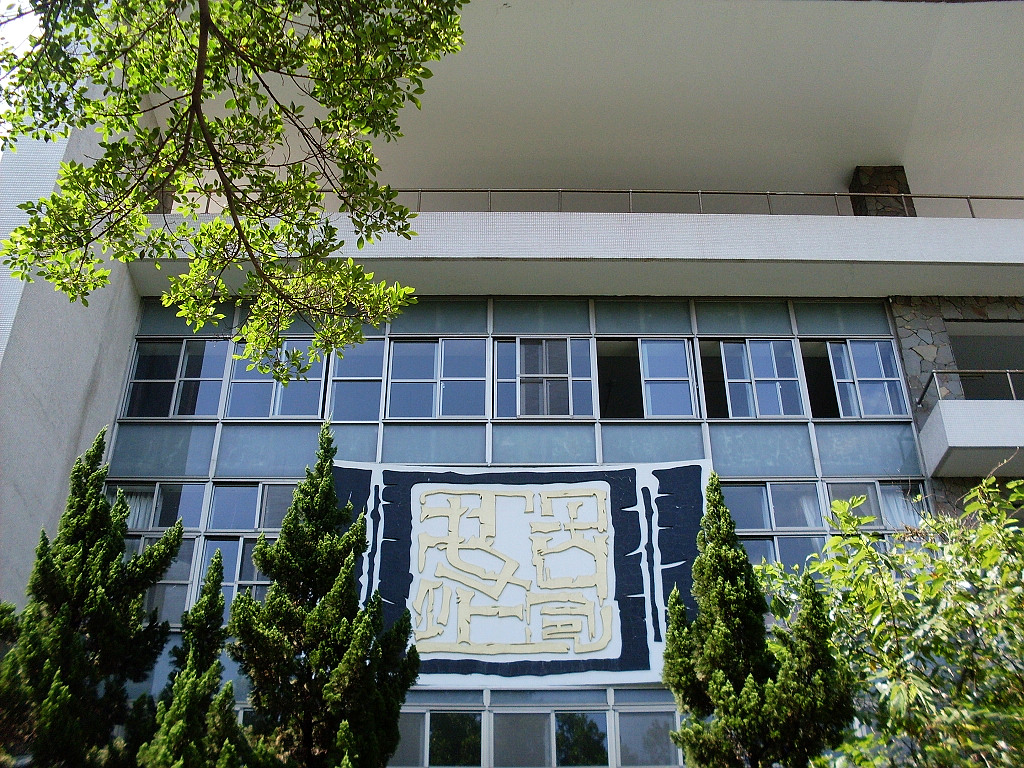
由聖言會籌建的「格物學苑」宿舍，牆飾甲骨文「古今中外」呼應拉丁文「universitas」

1960年，中華民國教育部核准輔大復校，預定校地由陽明山管理局士林鎮員山地區、陽明山管理局士林鎮外雙溪（近百公頃山地）、臺北縣永和市 、臺北縣新店鎮等地不斷更換，並曾計畫將學校劃分為數個校區，校本部設於士林內雙溪；醫學院、護理科設於台南縣、市；工、商、理及外國語文學院設於高雄大貝湖（今澄清湖），最後復校校址選定臺北縣新莊鎮（今新北市新莊區）營盤里30多甲的農業用地。此外，中國文化大學現址、東吳大學外雙溪校區現址、龍華科大現址等地則曾均是考慮範圍。
1961年，哲學研究所碩士班招生，當時為全臺僅有，錄取者皆為臺大畢業生。1963年，3學院10系組設立，大學部始正式招生。
總計所有校史存續、在臺復校的大學中，只有輔大、政大自始就是綜合大學。輔大復校成功，同時穩定了冷戰危機中的民心。前臺大教授、靜宜大學校長龔士榮神父指：
|  | 你看有德國人、美國人來這裡辦學，可見這裡沒有問題。要不然他們還來投資？ |

輔大主辦漢學期刊《華裔學志》、哲學期刊《哲學與文化月刊》馳名國際。與校史同壽的輔大校刊（Bulletin of the Catholic University of Peking）現仍有遠至澳洲國家圖書館的原典館藏，見證了輔大校史的跨國影響力。關於近代中國對教育事業的規劃、知識份子的想法、主流輿論的傾向，以及西方世界對中國的觀瞻思考、史料貧乏的天主教會立場陳述，都與輔大校史有所聯繫。北平時期曾有順口溜形容：「北大老，師大窮，燕京清華好通融。輔仁是個和尚廟，六根不靜莫報名。」復校後傳稱1960年代大台北三校：「臺大有傲氣，政大有流氣，輔大有神氣。」
表格為輔大歷次校名變遷：
| 次序 | 中文（註冊）校名                                | 英譯校名                           | 使用時間       |
| ---- | ----------------------------------------------- | ---------------------------------- | -------------- |
| 1    | 輔仁社                                          | Fu Jen Academy                     | 1913年－1918年 |
| 2    | 輔仁社麥瑪那國學專修科                          | McManus Academy of Chinese Studies | 1925年         |
| 3    | 北京公教大學附屬輔仁社 「公教」為「天主教」之意 | Catholic University of Peking      | 1925年－1927年 |
| 4    | 私立北京輔仁大學                                | Catholic University of Peking      | 1927年－1929年 |
| 5    | 私立北平輔仁大學                                | Catholic University of Peking      | 1929年－1949年 |
| 5    | 私立北京輔仁大學                                | Catholic University of Peking      | 1949年－1950年 |
| 6    | 國立輔仁大學                                    | Furen University                   | 1950年－1952年 |
| 7    | 私立輔仁大學                                    | Fu Jen Catholic University         | 1961年－1974年 |
| 8    | 財團法人私立輔仁大學                            | Fu Jen Catholic University         | 1974年－2013年 |
| 9    | 輔仁大學學校財團法人輔仁大學                    | Fu Jen Catholic University         | 2013年迄今     |

### 年表
1912年9月20日，英斂之、馬相伯聯名上書教宗碧岳十世（Saint Pius X），要求在京創校。

#### 籌備復校
- 1956年7月15日 - 臺灣校友會成立，胡適、臺靜農等8人任復校顧問。
- 1956年10月5日 - 校友會經羅馬聖言會秘書長轉呈教廷復校陳情書。
- 1959年12月 - 教宗若望二十三世任命于斌樞機為復校後校長。
- 1960年4月5日 - 于斌樞機、田耕莘樞機等15人組成復校董事會。
- 1960年7月7日 - 于斌提出由董事會議決聖言會、耶穌會、中國主教團（今臺灣地區主教團）分責共6個學院的建設。

#### 在台時期
- 1961年9月 - 設立私立輔仁大學文學院哲學研究所，招收首屆研究生8名，29日開始上課，為輔大復校後首個系所。當時暫時設址於臺北市吉林路。
- 1963年2月/3月 - 購妥臺北縣新莊鎮（今新北市新莊區）30餘甲校地，動工興建5棟大樓。
- 1963年10月21日 - 開學，新生共計518名。
- 1964年3月1日 - 補行復校後第一屆開學典禮，在臺復校宣告成功。
- 1967年6月29日 - 復校首屆畢業典禮，計本科畢業生428人，哲研所畢業生4人。
- 1967年12月8日 - 由耶穌會中華省經營的聖羅伯‧白敏神學院，經由簽約方式成為輔大的附設神學院，設址於輔大校園旁。
- 1969年 - 增設商學院（今管理學院）、夜間部（今進修部），增建校舍。
- 1970年 - 受到教宗若望二十三世祝福照案興建的綜合體育館（英语：Auditorium）「中美堂」落成，為世界第三座大型無柱仿羅馬競技場建築[93]。
- 1978年8月2日 - 羅光接任于斌擔任校長，于斌轉任教廷督導。同月16日，于斌在梵蒂岡參加教宗選舉期間因心臟病突發逝世，遺體送返國內葬於校園中。
- 1984年7月 - 教育部批准開辦藝術學院[94]。原定設於台北市內湖方濟中學校地，惟因方濟中學不讓出而吿吹[95]，之後改將校舍建於新莊校園內。
- 1984年10月21日 - 北京校友會正式成立，由王光美擔任首位會長。
- 1990年 - 增設醫學院。
- 1994年 - 增設民生學院。
- 1997年3月25日 - 臺灣省省長宋楚瑜在輔大校長室會晤第十四世達賴喇嘛·丹增嘉措[來源請求]。
- 2001年1月1日 - 輔大之聲實習廣播電台開播，台址設於文開樓頂樓。
- 2001年9月 - 輔大校方主動調降學雜費。
- 2002年8月1日 - 輔大3個辦學單位的行政事務正式整合，「聯邦制」的校務體系走入歷史。
- 2005年11/12月 - 兩岸校齡計算首度合併計算，略計4年，舉行創校80週年校慶。
- 2008年8月1日 - 成立校級研究單位「天主教學術研究院」[96]。
- 2009年8月 - 南臺灣發生八八水災，輔大與教宗本篤十六世分別捐款賑災。
- 2009年9月 - 時任中華民國總統馬英九在輔大與教廷樞機高路德（H. E. Cardinal Cordes）會晤。
- 2010年8月 - 與基隆市聖心中小學董事會簽約合併，組成「輔仁聖心董事會」。
- 2010年 - 自文學院分拆出教育、傳播等2學院，全校計有11個學院。
- 2011年 - 復校以來首度招收中國大陸學生，成為最多「一本線」陸生的第一志願。英國語文學系碩士班分設文學組、多媒體英語教學組之分組。附設神學院自輔大分離，輔大則同時成立學系級的教學單位「天主教研修學士學位學程」[97][98][99]。
- 2011年12月 - 復校50週年擴大校慶，同時輔大醫院第一次動土。
- 2012年1月5日 - 臺北捷運新莊線輔大站啟用，該站為全臺首座大學校名捷運站。
- 2012年5月 - 中國大陸籍碩、博士研究生招生，報名人數居全臺第六，僅次臺政清成交等國立大學。
- 2012年8月 - 基隆市聖心中小學開始歸屬輔大管轄。在三校的法人（董事會）正式合併前，兩校分別先行更名為「輔大聖心高級中學」與「輔大聖心國民小學」。
- 2012年8月22日 - 輔大董事長單國璽樞機逝世，輔大首頁改黑白二色哀悼追思。
- 2013年5月17日 - 因應「輔大聖心董事會」正式合併為「輔仁大學學校財團法人」[100]，奉教育部核定更動大學立案全稱為「輔仁大學學校財團法人輔仁大學」，通稱維持不變。
- 2013年6月28日 - 輔大醫院第二次動土。
- 2017年 - 原隸民生學院之若干系所析出組成織品服裝學院，全校學院總數升至12個[101]。
- 2017年9月29日 - 輔大醫院啟用。
- 2019年6月 - 原租用校外大樓之男女合宿宿舍「勵學宿舍」走入歷史。
- 2019年12月 - 建於校內聖神會修院原址的宿舍大樓「宜聖學苑」完工，為輔大近二十年來新建啟用的學生宿舍設施。
- 2021年 - 慶祝在臺復校60週年[102]。
- 2025年 - 慶祝建校一百週年[103]。

## 校園

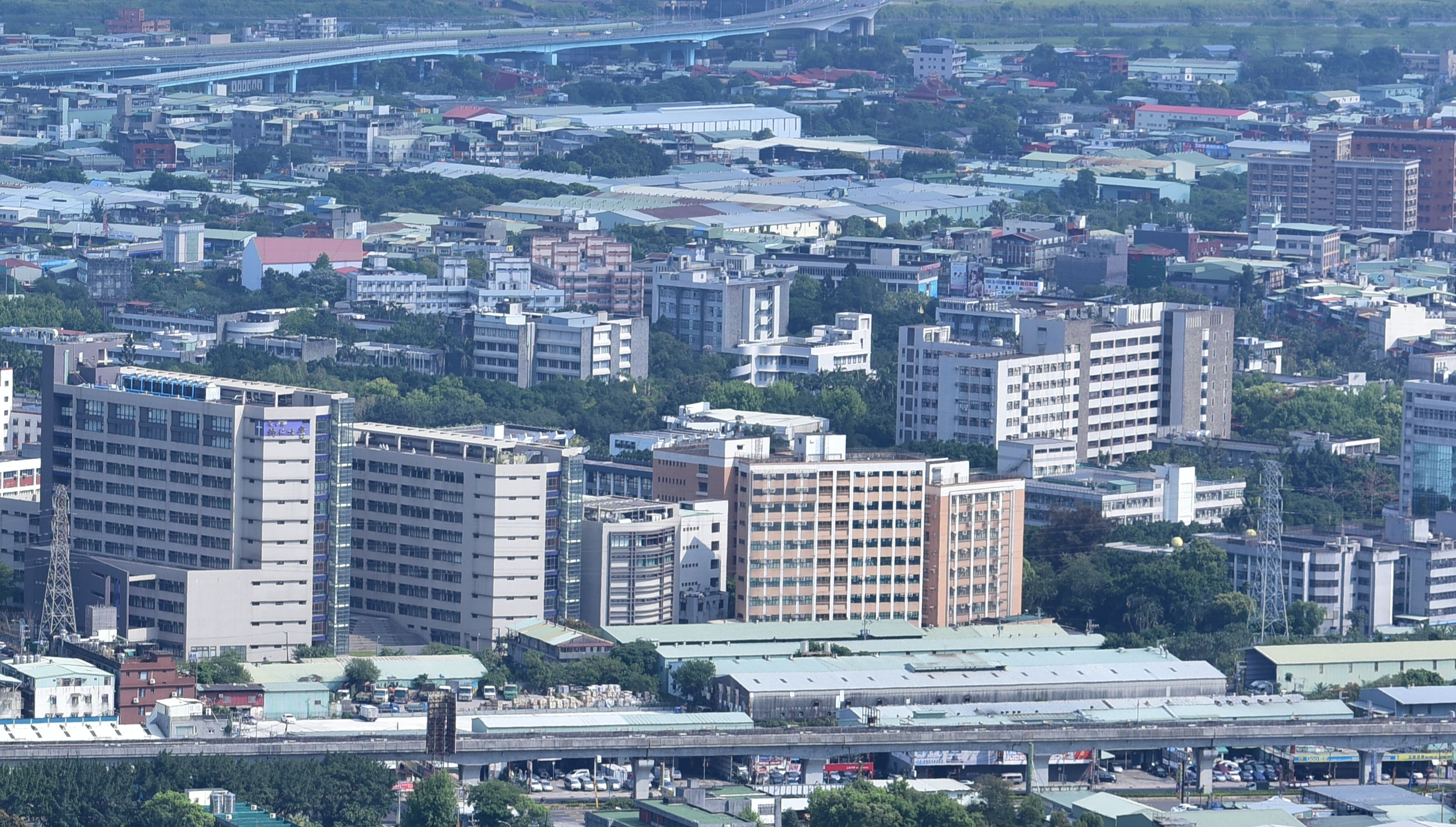
輔仁大學校園

輔大校園包括相連的運動場、附設醫院，實際總面積約達40公頃。別稱「樹屋校園」，茂盛的植被覆蓋整片菱形狀校園，約50座建築物坐落其中。總規劃由德國籍總工程師林慎白神父（Rev. Frederick Linzenbach, SVD）負責。全校建築設計以紅、藍、灰3色配色，象徵統整又注重個別化的大公精神（Catholic）。每座建築設計皆融入特殊文化符號意義，以具有辨識度及象徵性。所有建築皆獨立命名，皆有獨特造型（如符號、甲骨文與龍鳳圖騰），部份大樓標誌為 文豪落款（如臺靜農、王靜芝）。其涵蓋現代羅曼式建築、具巴洛克特徵的現代大樓暨現代古典主義建築，以及中式紅磚建築。特殊設計包括：空橋、古牆飾、一條龍、三合院、彩繪玻璃、天井花園、室內外壁畫以及梅花形教室。日後的新建大樓將是有機建築。
此外，輔大所有教室及辦公室皆懸掛十字苦像，不少教室桌椅為教堂長椅造型，校園裡外飽含天主教氣息。
- 聖言會及聖神婢女會興辦學院：理工學院、外語學院、民生學院、織品服裝學院。坐落於校區南側，建築代表色為「灰」。
- 耶穌會興辦學院：法律學院、管理學院、社會科學院。坐落於校區西北側，建築代表色為「藍」。
  - 較晚成立的醫學院，在建院後劃歸耶穌會管理，但獨立性較高。坐落於校區北側，建築代表色為「白」。
- 中國聖職單位興辦學院：文學院、教育學院、傳播學院、藝術學院。坐落於校區東北側，建築代表色為為「紅」。
- 進修部由校本部直轄，不隸屬於三辦學單位。無特別之建築代表色。

### 交通
因舊時新莊地區交通不便，三重客運與時任輔大校長羅光於1982年簽約出借輔大正門旁土地800坪，做為「三重客運輔大站」，並開設513路線公車以服務學生上下學，當時行駛路段為輔仁大學-臺大醫院，輔大端公車駛至中美堂與大門口，時間長達40年之久。513路公車的班次因應Covid-19疫情緣故，縮減成平日10:00一班。由於營運需求調整，三重客運輔大站在2020年11月19日撤站，並在同月25日正式將場站用地返還予輔大。
臺北捷運「輔大站」位於輔大正門前，2012年1月通車，是全臺首座以大學校名命名的捷運站，曾為臺北捷運新莊線終點站。1號出口可直達輔大校園。
- - 人行天橋「輔仁橋」：位於輔大正門前，1969年落成，橫跨中正路，為時任救國團團長蔣經國捐建而成[111]。
  - 後門天橋：因安全因素禁止學生藉此通行。位於輔大後門，貴子路上，可連接到輔大體育場。

#### 圖書館

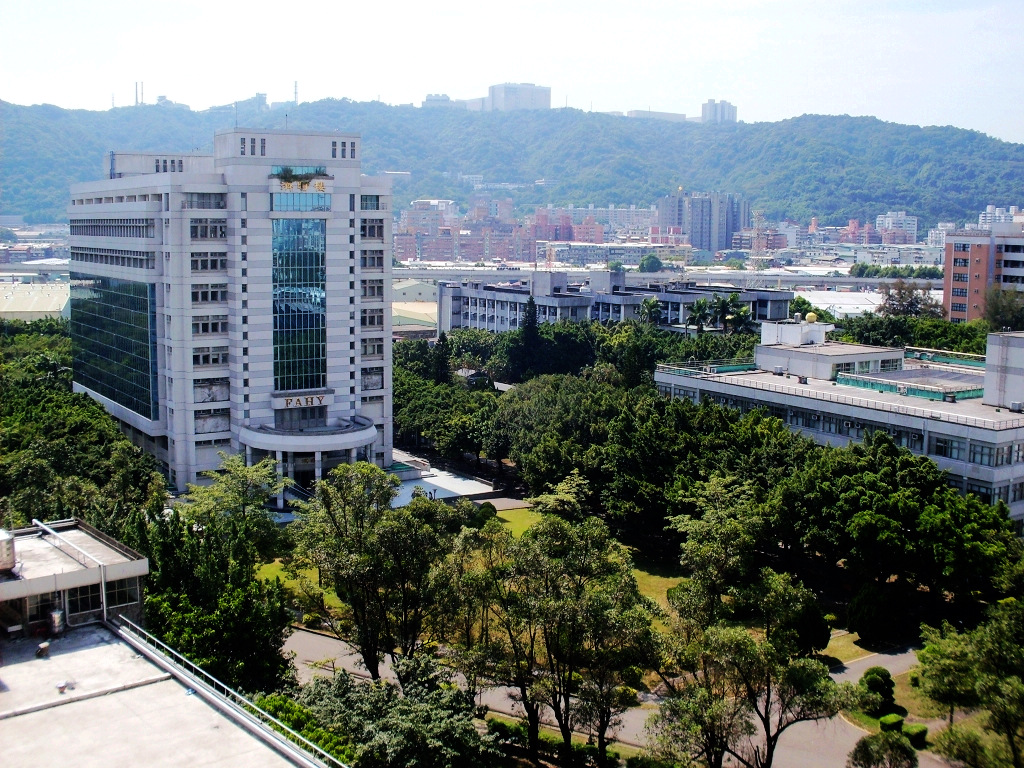
濟時樓圖書館，為輔大圖書館總圖書館

輔大1961年在台復校後，陸續設有人文科學圖書館、社會科學圖書館、自然科學暨外語民生圖書館、醫學圖書室。2002年8月正式整合為輔仁大學圖書館，行政組織設有採訪編目組、閱覽典藏組、期刊媒體組、參考資訊組等4組；下轄濟時樓圖書館、公博樓圖書館、國璽樓圖書館，分別以費濟時蒙席、錢公博神父、單國璽樞機等3人命名。目前三大校級圖書館，實體館藏圖書／期刊合訂本總量已達111餘萬冊左右。
校級圖書館
- 濟時樓圖書館：總圖書館，原名「社會科學圖書館」，館藏較為綜合。
- 公博樓圖書館：原名「人文科學圖書館」，館藏以文科相關書刊為主。
- 國璽樓圖書館：醫學圖書館，館藏以醫學相關書刊為主。

院系級圖書館
- 輔大醫院圖書館：位於輔大醫院4樓。
- 圖書資訊學系實習圖書館：位於文開樓5樓，僅開放輔大圖書資訊學系師生使用。
- 中國文學系圖書館：位於文華樓1樓，僅開放輔大中文學系師生使用，典藏經史子集、現代文學作品、學術論文等。
- 歷史學系圖書館：位於文華樓2樓，備有史學典藏及年鑑，以服務歷史系師生為主，並同時開放外系學生使用。
- 哲學系圖書館：位於文華樓3樓，以服務輔大哲學系師生為主。
- 宗教學系圖書館：位於法園118室，以典藏、展覽宗教資源為主。

其他
- 神學院圖書館（神圖）：屬輔仁聖博敏神學院，書目資料與輔大互通，但不包括借書服務。
- 自然科學暨外語民生圖書館（理圖）：已裁撤，館藏併入濟時樓圖書館，原址現為舒德樓行政辦公室。

#### 博物館
設有校史館、中國天主教文物館、中華服飾文化中心暨織品服裝數位博物館、醫學人文博物館、歐豪年美術館、柯錫杰影像館等若干博物館。

#### 起居設施
輔大宿舍皆以「學苑」命名，多有附設學生餐廳。
聖言會男生宿舍
- 格物學苑
  - 理園餐廳

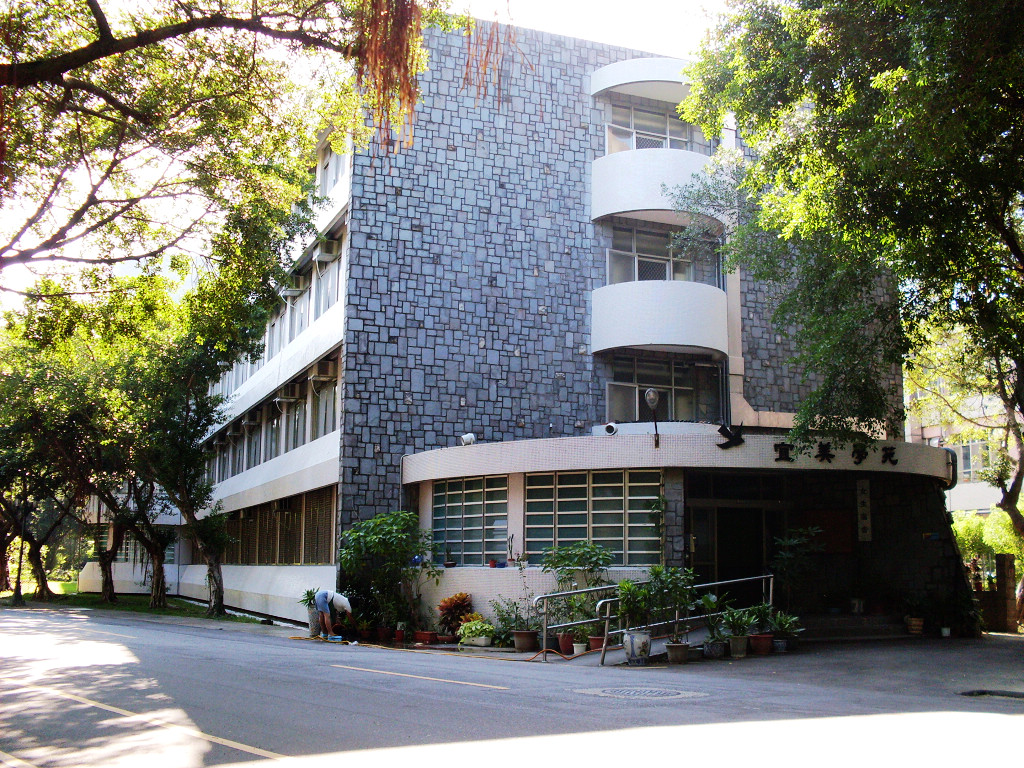
宜美學苑

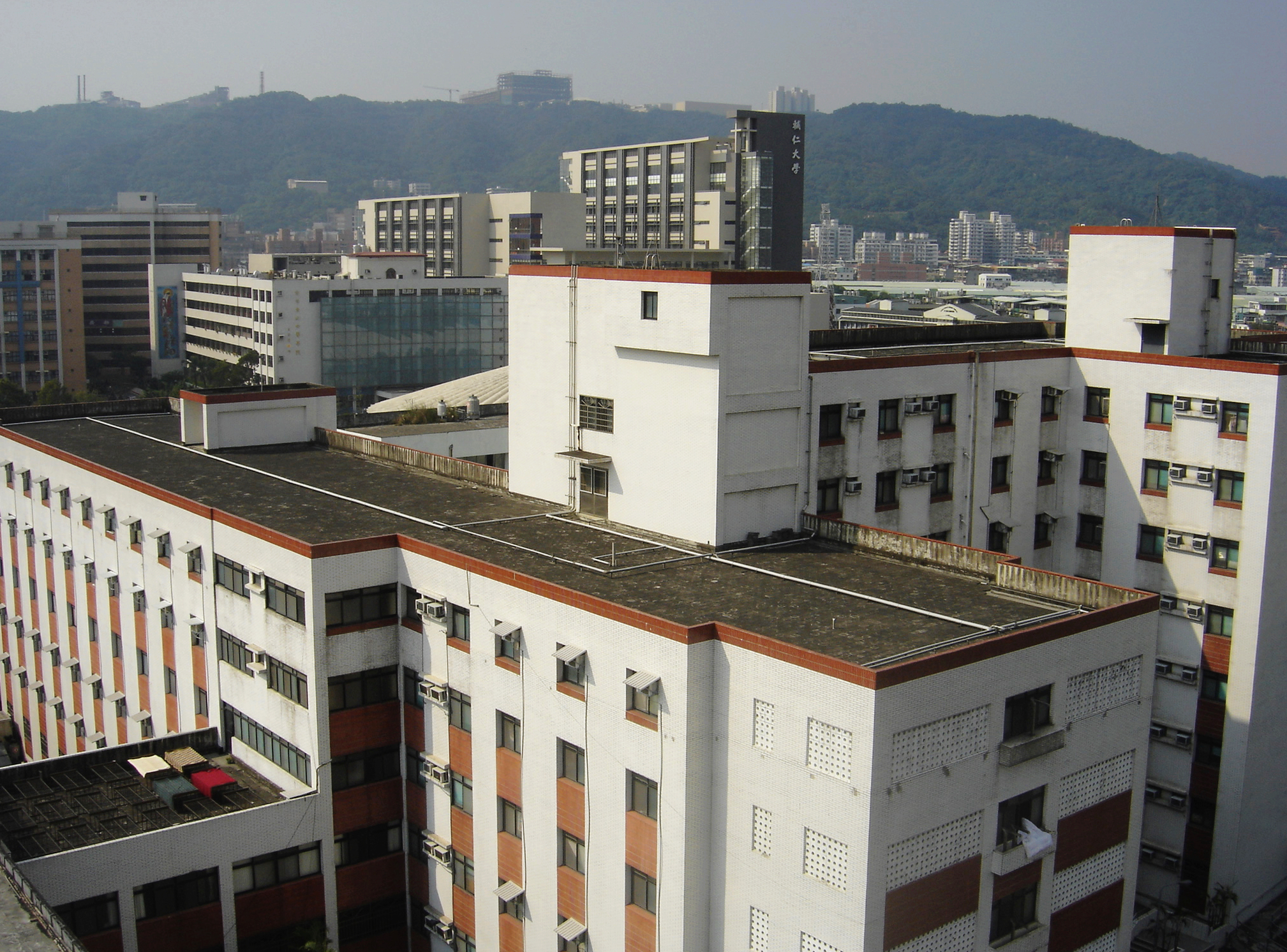
文德·文舍學苑（圖中白紅色大樓）

- 立言學苑（因應文德文舍改建而自112學年起暫轉為女生中繼宿舍）

耶穌會男生宿舍
- 仁愛學苑（現改用途為社團大樓）
- 忠孝學苑（已拆除，原址改建為濟時樓）
- 信義／和平學苑
  - 心園餐廳

聖言會女生宿舍
- 宜真／宜善學苑
- 宜美學苑
- 宜聖學苑（男女分層混宿）
  - 誠園餐廳（曾被別稱為「聖園餐廳」）

- 玫瑰學苑（原夜間部女生宿舍；已拆除，原址改建為天主教臺灣總修院）

中國聖職女生宿舍
- 文德／文舍學苑（112學年起改建整修）
  - 文園餐廳（隨之暫時停業）

其他餐廳
- 輔園餐廳
- 仁園餐廳（停業中）

便利商店及超級市場
- 7-ELEVEN輔進門市、理園門市
- 萊爾富北縣輔園店
- 心園雜貨店（位於心園餐廳內）
- 全聯福利中心新莊輔大店（位於焯炤館1樓）

實習旅館
- 聖心學苑（信義和平學苑旁，由輔大餐管系經營）

招待設施
- 學人旅店（宜聖學苑C棟，委託校外廠商經營）

#### 體育設施
- 足球場：本校足球場已由天然草皮改建為FIFA兩顆星認證之人工草皮標準足球場地，並承辦2017年夏季世界大學運動會足球比賽決賽。
- 籃球場：法律學院旁2座，中美堂內1座（與羽球場、排球場共用），貴子球場4座。[115][116]
- 排球場：貴子球場3座（因2017世大運關係已被拆除），中美堂1座（與籃球場、羽球場共用）。[116][117]
- 網球場：理工學院大樓旁1座共2個球場，貴子球場1座（因興建輔大醫院已被拆除）。
- 棒壘球場：棒球場2座，原有壘球場1座，後因女子壘球隊解散，壘球場被改為棒球場。2018上半年，棒球場護網有脫落現象，尚待修復中。
- 田徑場：因學校政策，將原先田徑場改建為人工草皮足球場，相關田徑活動：射箭、鐵餅、鉛球、標槍等...被迫移至其他場地訓練。
- 健身房：位於文德學苑地下一樓。另外預計在輔大貴子球場，因2017世大運所建成的看臺下方增設健身房供學生使用。

##### 泰山體育園區
由新北市政府委託輔大經營，是全臺首座「政府委託綜合大學管理」的體育場地。位於新北市泰山區公園路54號，2014年9月啟用。由於校方內部缺乏宣傳，加上大眾交通不便，導致使用場館人數極少，猶如蚊子館，輔大校方考慮有意提早解約。
- 田徑場
- 籃球場
- 網球場
- 體育館：體育館屬於「籃球B2級體育館」等級的場館。

## 組織

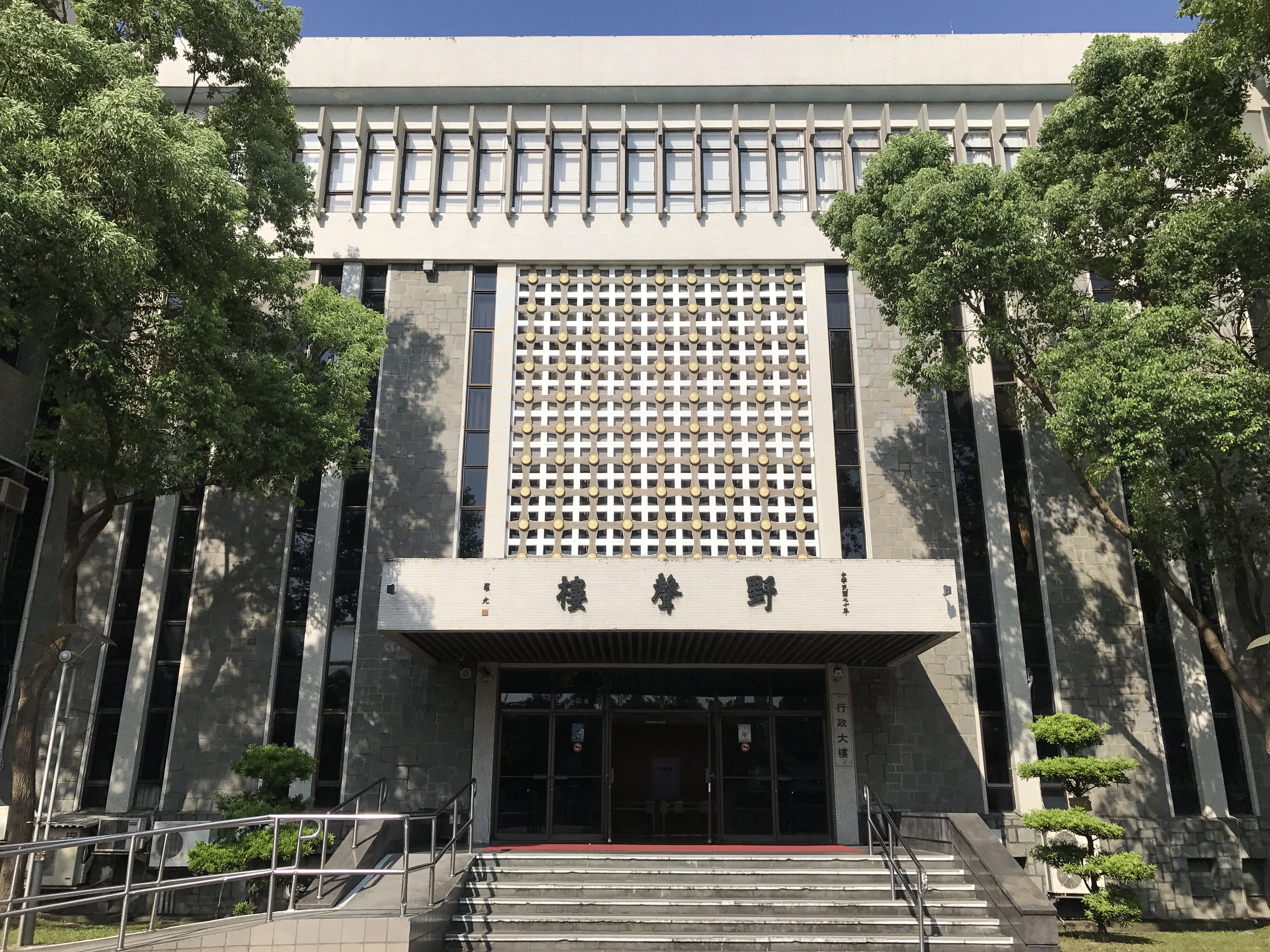
輔大于斌樓，得名自輔大校長于斌樞機，原名「野聲樓」，行政大樓

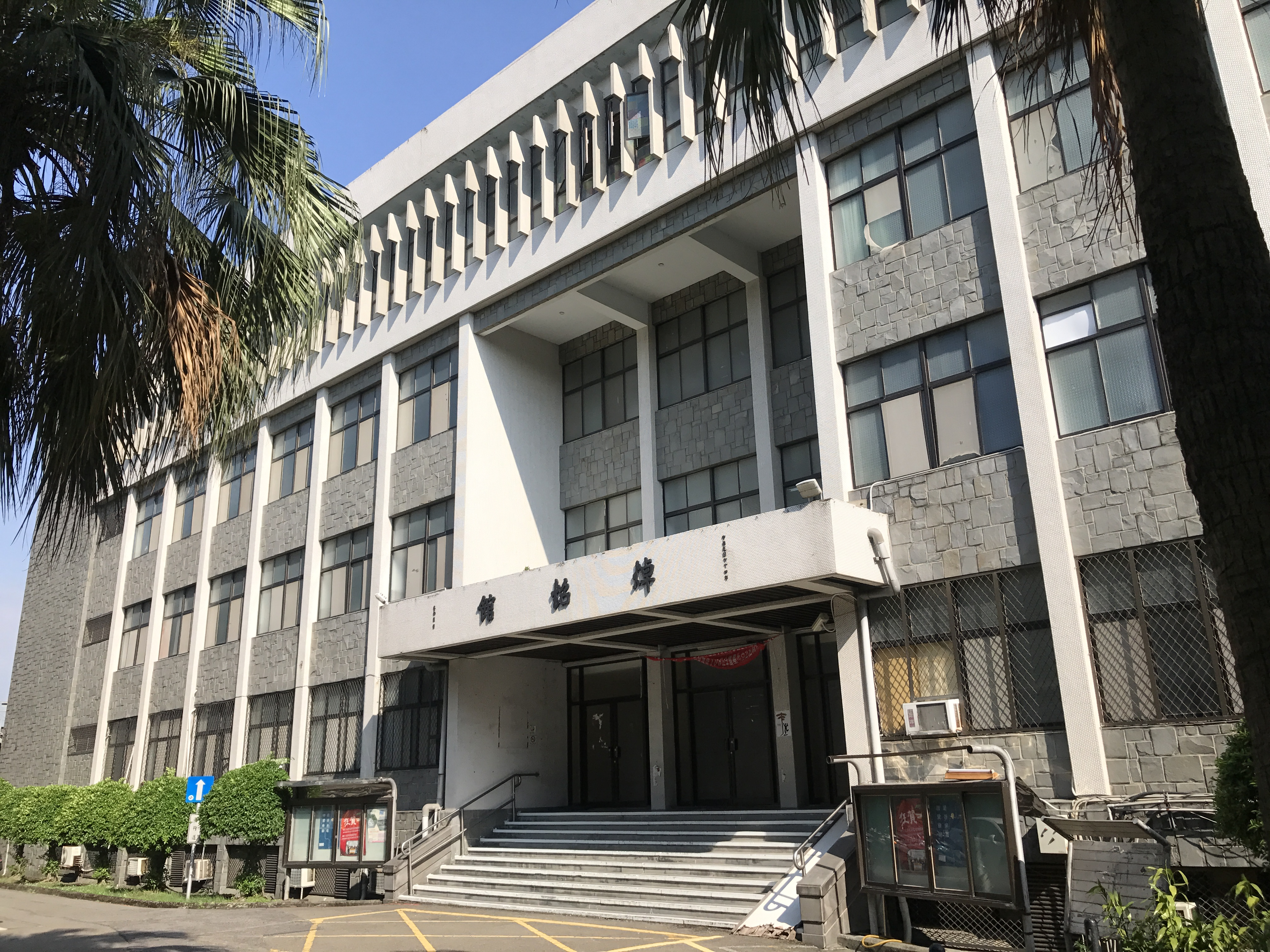
輔大焯炤館，得名自輔大校長羅光總主教，學生社團大樓

輔大復校初期，行政單位由聖言會、耶穌會、臺灣主教團（原中國主教團；校內稱「中國聖職單位」）三單位各自分立，各所屬行政單位、學院及學生宿舍皆獨立運作，使輔大的校務體制類似歐美國家的學院制大學。至21世紀初葉，輔大進行行政單位的「三合一」，大部分行政單位從三單位分設整合為一個、並直屬於校本部，學院制大學的體制結束，使命單位則維持「3+1」分立（三單位加校本部）的架構。
目前輔大以董事會為最高決議機關，設有教廷督導（Chancellor，相當於校監），三單位則各有一位駐校代表。

### 教學單位

#### 學院
輔大有12個學院，包含49個學系、7個研究所、4個學士學位學程、8個碩士學位學程、2個博士學位學程（上述均不計算進修部科系）。
輔大在臺復校後，曾有在臺南恢復農學院，在高雄設置海洋學院，開辦航運部、水產部、海洋學部及海洋工程部，共十餘系的計畫，現已放棄。
此外，在正規學制外，設有夜間開課的進修部學士班、推廣部，以及曾設有婦女大學。
| 文學院   | 中國文學系暨碩士班、博士班 | 歷史學系暨碩士班           |
| 文學院   | 哲學系暨碩士班、博士班     | 人文與社區創新學士學位學程 |
| 研究中心 | 先秦兩漢學術研究中心       |                            |

| 藝術學院 | 音樂學系暨碩士班、博士班 | 景觀設計學系暨碩士班       |
| 藝術學院 | 應用美術學系暨碩士班     | 藝術與文化創意學士學位學程 |
| 藝術學院 | 室內設計進修學士學位學程 |                            |

| 醫學院   | 醫學系                     | 護理學系暨碩士班                 |
| 醫學院   | 職能治療學系               | 呼吸治療學系                     |
| 醫學院   | 臨床心理學系暨碩士班       | 公共衛生學系暨碩士班             |
| 醫學院   | 學士後護理學系             | 生物醫學暨藥學研究所             |
| 醫學院   | 跨專業長期照護碩士學位學程 | 生物醫學海量資料分析碩士學位學程 |
| 醫學院   | 生技醫藥博士學位學程       |                                  |
| 研究中心 | 高齡照顧資源中心           | 數據科學中心                     |

| 傳播學院 | 影像傳播學系         | 新聞傳播學系     |
| 傳播學院 | 廣告傳播學系         | 大眾傳播學研究所 |
| 傳播學院 | 大眾傳播學士學位學程 |                  |
| 研究中心 | 國際研究與發展中心   |                  |

| 教育學院 | 圖書資訊學系暨碩士班               | 體育學系暨碩士班         |
| 教育學院 | 師資培育中心                       | 教育領導與發展研究所     |
| 教育學院 | 教育領導與科技發展學士學位學程     | 運動休閒管理學士學位學程 |
| 教育學院 | 資訊創新與數位生活進修學士學位學程 |                          |
| 研究中心 | 體育健康資訊科技研究發展中心       |                          |

| 理工學院 | 數學系暨碩士班                   | 物理學系暨碩士班               |
| 理工學院 | 化學系暨碩士班、博士班           | 生命科學系暨碩士班             |
| 理工學院 | 資訊工程學系暨碩士班             | 電機工程學系暨碩士班           |
| 理工學院 | 醫學資訊與創新應用學士學位學程   | 應用科學與工程研究所博士班     |
| 理工學院 | 軟體工程與數位創意學士學位學程   | 人工智慧與資訊安全學士學位學程 |
| 研究中心 | 理工學院生醫暨光電跨領域研究中心 | 軟體與網路多媒體研究中心       |

| 外國語文學院 | 跨文化研究所           | 英國語文學系暨碩士班           |
| 外國語文學院 | 德語語文學系暨碩士班   | 法國語文學系暨碩士班           |
| 外國語文學院 | 西班牙語文學系暨碩士班 | 日本語文學系暨碩士班           |
| 外國語文學院 | 義大利語文學系         | 國際溝通與科技創新學士學位學程 |
| 研究中心     | 日本暨東亞研究中心     |                                |

| 民生學院 | 食品科學系暨碩士班     | 營養科學系暨碩士班   |
| 民生學院 | 兒童與家庭學系暨碩士班 | 餐旅管理學系暨碩士班 |
| 民生學院 | 食品營養博士學位學程   |                      |

| 織品服裝學院 | 博物館學研究所                 | 織品服裝學系暨碩士班 |
| 織品服裝學院 | 品牌與時尚經營管理碩士學位學程 |                      |

| 法律學院 | 法律學系暨碩士班、博士班 | 財經法律學系暨碩士班 |
| 法律學院 | 學士後法律學系           |                      |

| 管理學院 | 商學研究所博士班                   | 金融與國際企業學系           |
| 管理學院 | 資訊管理學系暨碩士班               | 會計學系暨碩士班             |
| 管理學院 | 企業管理學系                       | 統計資訊學系                 |
| 管理學院 | 國際創業與經營管理學程碩士學位學程 | 經營管理碩士學位學程         |
| 管理學院 | 商業管理學士學位學程               | 國際經營管理碩士學位學程     |
| 管理學院 | 社會企業碩士在職學位學程           | 社會企業碩士學位學程         |
| 管理學院 | 科技管理學程碩士學位學程           | 科技管理學程碩士在職學位學程 |
| 研究中心 | 公司治理與企業倫理研究中心         | 雲端服務研究中心             |
| 研究中心 | 社會企業研究中心                   | 服務設計研究中心             |

| 社會科學院 | 經濟學系暨碩士班               | 社會學系暨碩士班             |
| 社會科學院 | 社會工作學系暨碩士班           | 宗教學系暨碩士班、博士班     |
| 社會科學院 | 心理學系暨碩士班、博士班       | 天主教研修學士學位學程       |
| 社會科學院 | 非營利組織管理碩士學位學程     |                              |
| 研究中心   | 人才測評發展與職場健康研究中心 | 社會創新與非營利組織研究中心 |

| 國際學院（籌辦中） | 國際菁英學士班 |

#### 進修部
原夜間部、進修成長學院。截至111學年，包含11個學系、10個學士學位學程。目前哲學系，宗教系進修學士班停招，圖資系之進修學士班改制為資訊創新與數位生活進修學士學位學程，並增設室內設計進修學士學位學程、醫學資訊與健康科技進修學士學位學程。
| - 中國文學系 - 歷史學系 - 哲學系 - 應用美術學系 - 圖書資訊學系 - 英國語文學系 - 日本語文學系 - 餐旅管理學系 - 法律學系 - 經濟學系 - 宗教學系 | - 藝術與文化創意學士學位學程 - 大眾傳播學士學位學程 - 運動休閒管理學士學位學程 - 軟體工程與數位創意學士學位學程 - 商業管理學士學位學程 - 人文社會服務進修學士學位學程 - 長期照護與健康管理進修學士學位學程 - 醫學資訊與健康科技進修學士學位學程 - 資訊創新與數位生活進修學士學位學程 - 室內設計進修學士學位學程 |

### 校級研究院
| 天主教學術研究院 | 士林哲學研究中心         | 天主教史研究中心     |
| 天主教學術研究院 | 科學與宗教研究中心       | 華裔學志漢學研究中心 |
| 天主教學術研究院 | 若望保祿二世和平研究中心 |                      |

| 人工智慧發展中心 |

### 附屬學校
附屬學校：直屬輔仁大學學校財團法人
輔大聖心高級中學：涵蓋高中、高職、國中、國小、幼兒園學制。
附屬幼兒園
輔幼中心：隸屬於輔大民生學院，涵蓋4個幼兒園班級。全名為「輔仁大學附設新北市私立幼兒園」。
其他
耶穌會·新竹華語研習所

### 附屬單位
輔大設有全校性質的「全人課程教學中心」，下轄「專業倫理課程委員會」。各學院各自設有獨立教研中心，包括若干報紙、實習電台、表演廳、診所、醫院、托兒所等。

### 財務
輔大年度可用資金為全台大學第4名（2019年逾新台幣38億元），領先多數國立大學。包括501(c)非營利組織「美國輔大基金會」全球募款在內，每年全校募款額逾3億元以上，為私立大學前茅。每年固定獲得獎勵大學教學卓越計畫、高教深耕計畫補助經費。校內圖資、體育設施豐富齊全（包括FIFA標準足球場），校園建設持續發展。
在國內，輔大醫學系與15間醫院結成「輔大醫療聯盟」，優秀畢業生並可至史丹佛大學留學。在海外，輔大憑藉教研實力與世界名校合作結盟，涵蓋有史丹佛大學、普林斯頓大學、牛津大學、柏克萊加州大學、喬治城大學、東京大學、北京大學。
輔大設有各類獎學金，具代表性者包括：學生最高榮譽之「教宗若望保祿二世獎學金」，全校層級之「于斌故校長野聲獎學金」，針對學士班學生之「輔仁書卷獎」、培育來臺陸生之「業師獎學金」以及各院系所自辦之獎助學金。

## 教育與研究

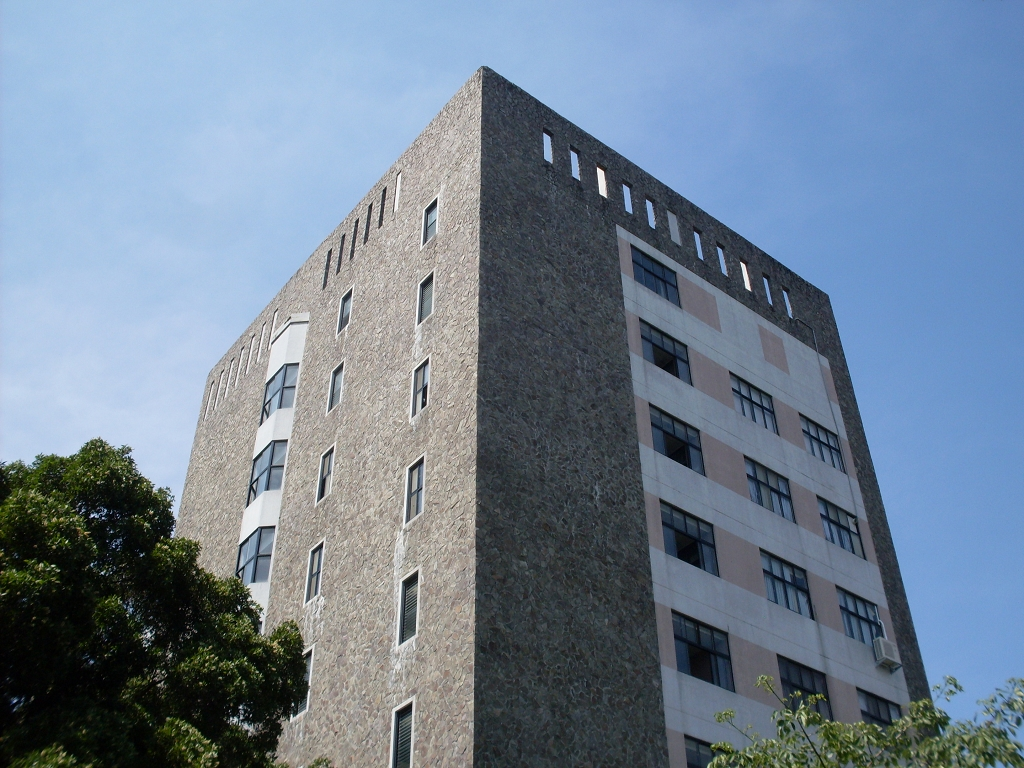
輔大理工學院聖言樓一隅

輔仁大學是臺灣最早名列世界大學排名及亞洲百大的私立大學，美國威斯康辛大學麥迪遜分校亦將輔大列為臺灣熱門申請大學。輔大綜合排名位居臺灣高等教育機構前10%至前12名，特定學科如宗教神學排名達全臺第1、世界前列。
在2018年《QS最佳學生城市排名》中，輔仁大學是新北市的代表大學。新北市長侯友宜亦曾於2021年指出「輔大就是新北市的中心」。

### 學術特色
輔大首創中華民國史上第一個全學制的教育學院（從幼稚園、小學、中學到大學）、家政學系、美術學系、人類學研究所。在臺復校後，又設有臺灣第一個大學出版社（1961年）、外語學院（1980年）、民生學院（1994年）、織品服裝學院（2017年，全臺唯一）以及12個首創系所。
在冷戰期中的三十年裡，許多西方神父、修女奉派輔大任教，將先進學術輸入臺灣。許多教授近年因此迭獲表彰，如美國出身之羅四維神父（Fr.Daniel Ross,S.J.）、西班牙出身之宓博多教授（Leopoldo Vicente）、波蘭出身之石台華修女（Sr. Marcina Stawasz）等。
| 年份／首設學系                       | 年份／首設研究所                   | 年份／首創學院       |
| ------------------------------------ | ---------------------------------- | -------------------- |
| 北平時期／家政系（今兒童與家庭學系） | 北平時期／人類學研究所（今已廢除） | 1967年／天主教神學院 |
| 北平時期／美術系（今應用美術學系）   | 1961年／哲學研究所                 | 1980年／外語學院     |
| 1975年／織品系                       | 1969年／語言學研究所               | 1994年／民生學院     |
| 1981年／社工系、資管系               | 1975年／德語研究所                 | 2017年／織品學院     |
| 1992年／宗教系                       | 1952年／西文研究所                 |                      |
| 1995年／義文系                       | 1988年／翻譯學研究所               |                      |
| 2003年／學士後法律系                 | 1988年／宗教學研究所               |                      |
| 2011年／天主教學程                   | 1994年／比較文學研究所             |                      |

2011年，輔大與企業趨勢科技開辦了全臺第一個大學雲端運算課程。
陸生招生
2012年，輔大陸生研究所報名人數為全臺第6。
2014年，輔大學士班、研究所（碩士班）皆為陸生私立大學第一志願。
2018年，輔大博士班錄取陸生人數為全臺第3。
2020年，因中華人民共和國教育部停止對臺派遣陸生，2020年起，輔大學士班暫停了對陸生的招收。
主要出版期刊
- 《華裔學志》（世界級漢學期刊）

- 《哲學與文化月刊》（A&HCI收錄期刊）
- 《輔仁法學》（TSSCI收錄期刊）
- 《輔仁學誌》
- 《輔仁國文學報》（THCI收錄期刊）現已更名《輔仁中文學報》
- 《先秦兩漢學術學報》
- 《輔大中研所學刊》
- 《輔仁醫學期刊》
- 《輔仁管理評論》
- 《輔仁外語學報》
- 《輔仁歷史學報》
- 《輔仁宗教研究》（THCI收錄期刊）
- 《輔仁大學體育學刊》
- 《社會分析》（與東吳大學、世新大學合辦）
- 《輔大紀事報》
- 《新莊報導》

### 大學排名與認證
- 跨國碩士課程排名，世界19強，全台第1

輔大與西班牙、美國3校合辦的管理學院跨國碩士課程（Master of Global Entrepreneurial Management，MGEM）獲英國《金融時報》評為全球第19名、全臺第1名。
- 世界頂尖天主教大學排名

2021年uniRank世界頂尖天主教大學排名（Top Catholic Universities in the world）收錄了610所大學，輔大獲評全球第54名、亞洲第3名（僅次於韓國西江大學、日本上智大學）、全臺第1名。
- APQN內部品質保證獎（全臺最初）

輔大於2012年獲准成為亞太品質保證網絡（Asia-Pacific Quality Network, APQN）之會員，續於2013年「APQN國際研討會暨年會」通過「最佳內部質量保證獎徵選」之審查，是全臺唯一得獎之大學。
- AACSB世界級商管認證（兩岸最初）

輔大於2005年4月領先臺灣與中國大陸所有的大專院校，率先取得國際商管學院與MBA認證－AACSB，引起全臺二十餘所大學仿效申請。
- IFT食品科學國際認證（全臺最初）

輔大於2020年通過美國食品科學技術學會（IFT）高等教育審查委員會的嚴格審查，獲得IFT食品專業國際認證（大學課程），成為全臺最初、世界第64所獲證大學。躋身康乃爾大學、普渡大學等世界名校之列。
- 全球財務金融期刊論文＆SSCI財務期刊論文，全臺前5強

依據《Pacific-Basin Finance Journal》統計刊登於全球21個領導性財務金融期刊論文數量，輔大在亞太地區入選的170所大學排名第40。另依據國科會委託研究案，輔大SSCI財務期刊論文數量為全臺前5強。
- 進入WOS自然科學排名全臺前20%

依據 財團法人高等教育評鑑中心基金會公佈的2005年至2009年WOS（Web of Science）收錄自然科學期刊(其中的SCIE、SSCI兩大資料庫)當中各學門論文數與被引次數表現在臺灣前15名的學校名單統計，以人文社會科學學門為主的輔大，一共有4個學門列入排名（神經科學與行為學、臨床醫學、分子生物學與遺傳學、農業科學）。
- 法律學系碩博士論文歷年被引用數，全臺前3強

依據「國家圖書館碩臺灣博士論文知識加值系統」，2013年10月6日檢索結果，法律學系碩博士論文被引用數，占全臺法律系所前三大。
- 110學年度教育部教學實踐研究計畫 （页面存档备份，存于）核定數，全臺第5、私立第1[p][169]

2021年於全國140所申請大學中，通過案數38件、排名前五強。計畫補助總金額，較去年增近千萬。教育類6件、人文藝術5件、社會類5件、商業管理4件、民生類3件、數理類3件、醫護類2件、通識類2件、工程類1件、生技農科類1件、大學社會責任4件、技術實作2件。展現輔大作為綜合大學的特色，各領域專長皆能均衡發揮、各展所長。

### 其餘認證評價
- 網路好感度排行榜，全臺第4、私立第1

2018年止，輔大在網路上創下多達36,000筆討論聲量，諸如附設醫院開幕吸引關注，UBA男籃奪得季軍、世大運足球場館及明星體育選手表現出色，都掀起話題並帶動正面討論，拉高輔大的正面印象。
- 企業最愛大學，全臺平均前10、私立前3強

1111人力銀行公布「2021企業最愛大學」，全臺第5、私立第1。
遠見雜誌公布「2021企業最愛大學生排行榜」，全臺第12、私立第2。
Cheers雜誌公布「2021企業最愛大學生調查」，全臺第12、私立第3。
其他第一
- 臺灣大學排名第一：全球校友會數目；科技管理碩士、應用統計碩士、全球創業暨工商管理碩士、金融學碩士（Eduniversal商學院排名網）
- 新北市大學排名第一（QS世界大學排名；QS亞洲大學排名；泰晤士高等教育）
- 私立大學排名第一（新加坡Asia Week排名；泰晤士高等教育-QS世界大学排名；中國校友會網排名；學門規模）
- 私立大學最大筆捐款：化學系150萬美元

#### 雲端、大數據課程
2011年，輔大校友張明正創立的趨勢科技贊助輔仁大學、國立臺灣大學2校開辦雲端運算課程，首開全臺高等教育雲端課程的首例。
2012年，輔大與韓國Open Base集團合作成立「資料探勘決策研發中心」，共同開發臺灣及亞太地區的BA產業。
2016年，輔大加入亞馬遜AWS大數據合作計畫，成為AWS Educate認可成員機構（全臺私立大學第一），全校師生免費擁有個人雲端主機。
2018年，輔大通過亞馬遜AWS考核，取得大中華區各大學唯一「AWS Academy」種子教師培訓資格，率先開設AWS原廠課程，提供等同AWS Certified Solutions Architect –Associate證照（《富比世》評選全球最有價值資訊證照第一名）的教育，輔大全校每年享有教師200美元、學生100美元之AWS雲端設備補助資金。同年，輔大亦以臺灣唯一代表參加美國拉斯維加斯AWS。

## 校園生活與文化

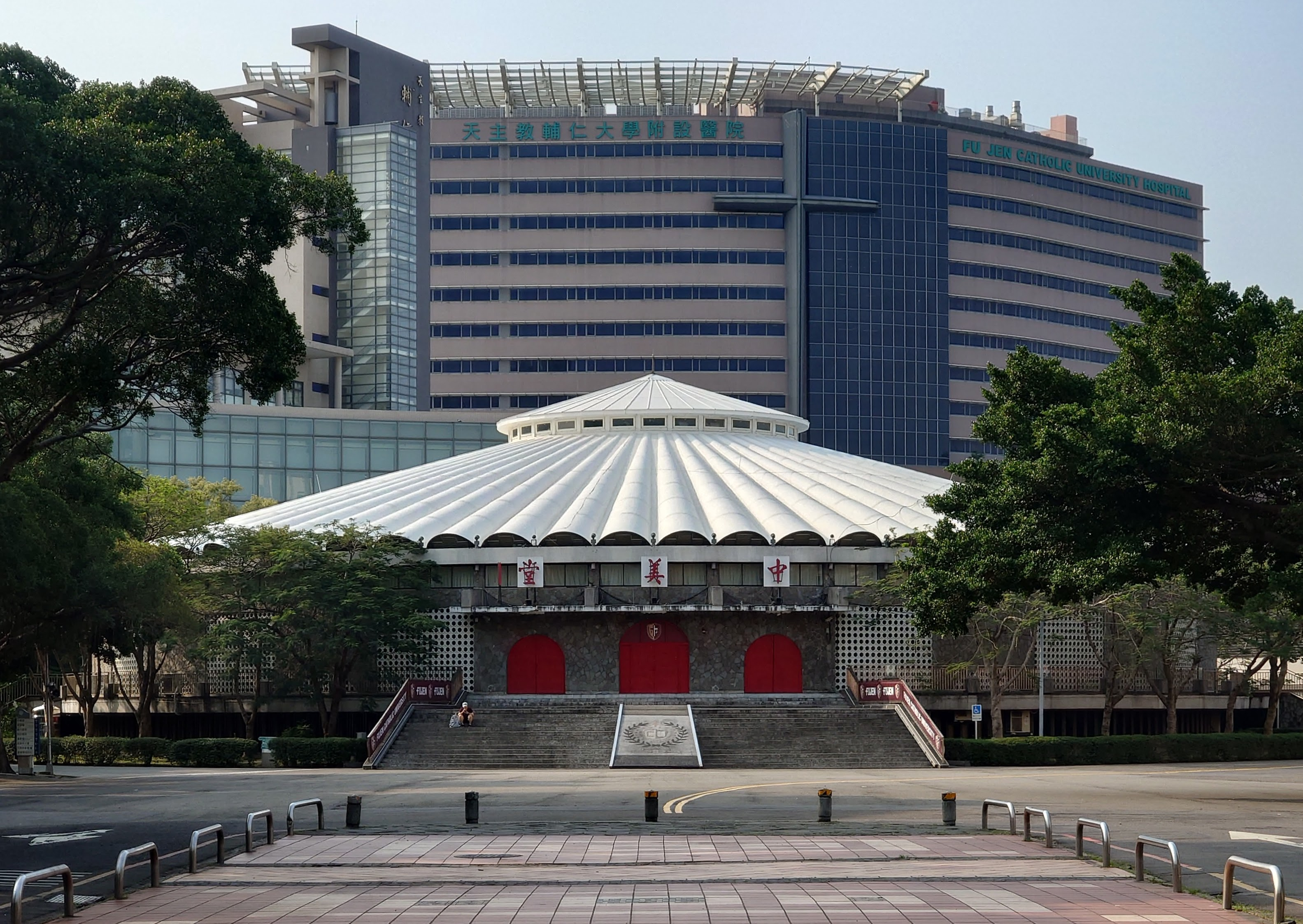
中美堂與後方輔大醫院

### 叩門禮
叩門禮，是輔仁大學「新生開學典禮暨輔導教育」中的儀禮，每年9月在禮堂暨體育館「中美堂」舉行。全場5000名左右的新鮮人皆需穿著黑袍，由各學院新生代表「叩門」，代表求學的態度與動機，再由師長引領「入門」，進入輔大知識殿堂「真善美聖」全人教育的洗禮。
儀禮彰顯天主教大學的特殊使命，過程莊嚴隆重。

### 體育運動
輔大擁有31支校級運動代表隊，輔大棒球隊是最負盛名的大學棒球隊之一，曾創造「臺灣早慶戰」的美譽。輔大龍舟隊是全臺第一支國際大學龍舟校隊，成立14年獲獎無數，是國民體育外交的一大要角，但已逐漸減少招生人數。足球方面，輔大是全國唯二擁有男女足的大學，同時因為輔大與航源FC建教合作，使得輔大男女足除了角逐大專校院足球運動聯賽外，也能作為航源足球隊、新北航源女子足球隊陣中的球員挑戰台灣企業甲級足球聯賽、台灣木蘭足球聯賽，並有數名學生曾代表台灣出賽足球俱樂部洲際賽事──亞洲足協盃。
復校以來，輔大一直是東亞職棒、職籃明星的搖籃。在其他運動項目中，包括李福恩（亞洲田徑賽十項全能運動金牌）、鄭兆村（2017臺北世大運標槍金牌、破亞洲紀錄）、郭婞淳（2017臺北世大運舉重金牌、2020東京奧運舉重金牌）、林昀儒（2020東京奧運桌球銅牌、臺灣上最年輕世界桌球錦標賽國手）等全國名人都是輔大校友或學生。近年，輔大連續蟬聯105、106、107年度全國大專院校運動會（全大運）私校第一。
輔大亦於2014年主辦首屆北臺灣七大學聯合路跑賽，鐵馬環台為與地方交流之重點運動。

#### 2020東京、2024巴黎奧運
輔大在2020東京奧運派出8名選手參賽，共計4人為台灣代表隊取得3枚獎牌。其中包括台灣奧運史上第6塊金牌。
| 獎牌 | 運動員         | 運動 | 項目         | 日期    |
| ---- | -------------- | ---- | ------------ | ------- |
| 金牌 | 郭婞淳         | 舉重 | 女子59公斤級 | 7月27日 |
| 銅牌 | 林昀儒、鄭怡靜 | 桌球 | 混合雙打     | 7月26日 |
| 銅牌 | 黃筱雯         | 拳擊 | 女子蠅量級   | 8月4日  |

輔大在2024巴黎奧運派出8名選手參賽，共計2人為臺灣代表隊取得2枚獎牌。其中包括臺灣奧運史上第8面金牌、拳擊首面奧運金牌。
| 獎牌 | 運動員 | 運動 | 項目         | 日期    |
| ---- | ------ | ---- | ------------ | ------- |
| 金牌 | 林郁婷 | 拳擊 | 女子羽量級   | 8月11日 |
| 銅牌 | 郭婞淳 | 舉重 | 女子59公斤級 | 8月8日  |

### 宗教生活

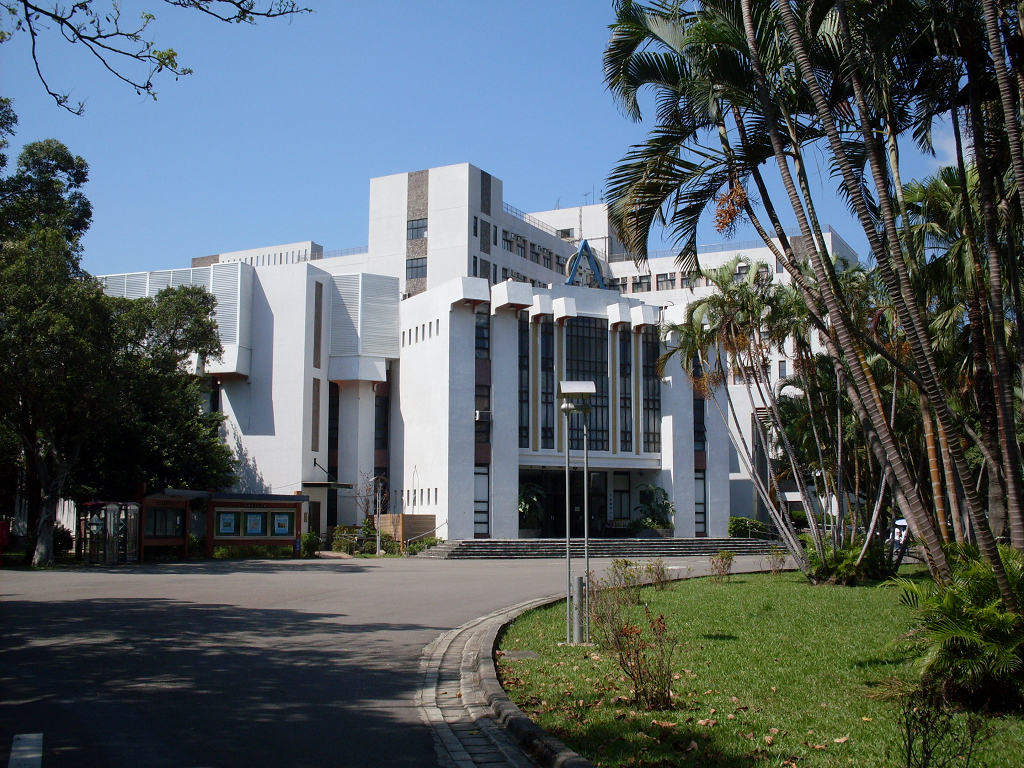
淨心堂，為學校教堂及牧靈活動中心，位於第二圓環旁

祭天敬祖大典
祭天敬祖儀式為于斌校長基於「敬天愛人」的思想而首倡，羅光校長繼承發揚，1979年創辦首屆「祭天敬祖大典」。「祭天」是對自然感恩，而「敬祖」，則是對祖先的思念。
近年的大典，加入了中文系大一學生吟唱《詩經》〈小雅·蓼莪〉的橋段，藉以凸顯親情孝思，更有慎終追遠的意涵。
為國祈福彌撒
每年中華民國國慶日前夕，輔大固定由校牧神父主禮，在校內淨心堂2樓大聖堂舉行「為國祈福彌撒」，為國家、政府官員、全體百姓及世界和平祈禱，祈願天主的護佑、降福。
宗教生命週
輔大宗教輔導室（宗輔室）自2007年開始，固定於每學年下學期舉行2星期的「宗教生命週」。活動結合天主教四旬期的來臨，觸發全校師生整頓心靈，以了解天主教聖週與復活節的意義。

### 社團與節慶
大學社團
輔仁大學目前擁有6大類共94個學生社團（僅計入日間部登記在案者，不含進修部、各系學會下屬校隊社團），分別為：「學術性社團」、「藝術性社團」、「服務性社團」、「休閒聯誼性社團」、「體能性社團」、「音樂性社團」
聖誕舞會
臺灣戒嚴時期民風保守，全臺僅有輔大與東海大學舉辦大學聖誕節舞會，坊間謂之「北輔大，南東海」。

### 民主與學生運動
學運傳統
輔大師生是臺灣海峽兩岸史上幾次著名學運——「五四運動」、「一二九運動」、「自覺運動」、「三月學運」以及「蘇案平反運動」、「樂生療養院保留運動」、「野草莓運動」的首先發動者與熱烈參與者。臺灣戒嚴末期，輔大學生曾發行地下刊物《改造》，首開臺灣校園民主活動的先河，惜旋遭查禁。
5月選舉月
每年5月，輔大固定舉行全校各級學生自治組織（學生聯合會會長、學生議會議員、各級會議代表、院代會會長以及系學會會長）的選舉，以落實學生自治、民主政治教育。
2013年首度使用電子投票，加強學生參與的便利性。

## 大學相關人物·組織
輔大係由教宗諭令創建，克承多國教會淵源。賡續利瑪竇開啟的「學術傳教」事業，遵奉利瑪竇規矩。
- 美國本篤會會士包括1名輔大校長：奧圖爾神父（George Barry O'Toole）。
- 德國聖言會會士包括1名輔大董事長：首位華人樞機主教田耕莘。
- 美國耶穌會會士包括1名輔大董事長：首位在臺灣晉鐸的樞機主教單國璽。
- 中國主教團成員包括3名輔大董事長：狄剛總主教、王愈榮榮休主教、劉振忠總主教；3名輔大校長：于斌樞機主教、羅光總主教、李振英蒙席。
- 中央研究院院士：陳建仁曾為輔大董事會董事，卸任中華民國副總統後擔任輔大講座教授。

### 歷任董事長
| 所在地     | 屆任      | 姓名     | 聖統制   | 在任 |
| ---------- | --------- | -------- | -------- | --- |
| 北京／北平 | 創校第1任 | 張繼     | 平信徒   | 1929年－1947年 |
| 北京／北平 | 創校第2任 | 于斌     | 神父     | 1948年－1951年 |
| 臺北       | 復校籌備  | 龔士榮   | 神父     | 1959年－1961年 |
| 臺北       | 復校第1任 | 田耕莘   | 樞機主教 | 1960年－1967年 |
| 臺北       | 復校第2任 | 蔣宋美齡 | 平信徒   | 1967年－1992年 |
| 臺北       | 復校第3任 | 單國璽   | 主教     | 1992年－1993年 |
| 臺北       | 復校第4任 | 狄剛     | 總主教   | 1993年－1999年 |
| 臺北       | 復校第5任 | 單國璽   | 樞機主教 | 1999年－2008年 |
| 臺北       | 復校第6任 | 王愈榮   | 主教     | 2008年－2009年 |
| 臺北       | 復校第7任 | 劉振忠   | 總主教   | 2009年－ 2010年8月與聖心中、小學改組「輔仁聖心董事會」 2013年教育部正式核准三校董事會合併為「輔仁大學學校財團法人」 |

### 歷任校長
| 所在地    | 屆任          | 姓名                                       | 教會內身份 | 任期           |
| --------- | ------------- | ------------------------------------------ | ---------- | -------------- |
| 北平      | 創校第1任     | 奧圖爾 (George Barry O'Toole O.S.B)        | 神父       | 1925年－1929年 |
| 北平/北京 | 創校第2任     | 陳垣                                       | 平信徒     | 1929年－1952年 |
| 臺北      | 復校籌備      | 于斌                                       | 主教       | 1959年－1961年 |
| 臺北      | 復校第1任     | 于斌                                       | 主教、樞機 | 1961年－1978年 |
| 臺北      | 復校第2任     | 羅光                                       | 主教       | 1978年－1992年 |
| 臺北      | 復校第3任     | 李振英                                     | 神父       | 1992年－1996年 |
| 臺北      | 復校第4任     | 楊敦和                                     | 平信徒     | 1996年－2000年 |
| 臺北      | 復校第5任     | 李寧遠 聖墓團騎士                          | 平信徒     | 2000年－2004年 |
| 臺北      | 復校第6－7任  | 黎建球 聖墓團騎士 聖大額我略教宗騎士團爵士 | 平信徒     | 2004年－2012年 |
| 臺北      | 復校第8－10任 | 江漢聲                                     | 平信徒     | 2012年－2024年 |
| 臺北      | 復校第11任    | 藍易振                                     | 平信徒     | 2024年－       |

### 畢業生
輔大校友遍及全球社會各界，在各大專業領域皆有名人。不僅是開創臺灣金融業、光電業、紡織業的主力，也在文學界、政治界、法律界、傳播界、演藝界及職棒、職籃界佔有重要地位。
詳細名單請參見輔仁大學校友分類。

#### 校友會
在臺灣，輔大設有「全球校友總會」與「中華民國校友總會」。各縣市校友會共8個。
在海外，計有美國10個、加拿大2個、歐洲5個、中國（含港澳）4個、其他亞太國家6個校友會。

### 辦學團體
北京時期
- 本篤會 → 聖言會

臺北時期
- 聖言會
  - 聖神婢女傳教會（聖言會系統的女修會；辦學協助團體）
- 耶穌會
- 天主教臺灣地區主教團（連同其轄屬聖統單位被校方稱為「中國聖職單位」）

## 對外關係
輔仁大學長年開展企業合作，擁有臺灣數百所大學中最先驅的雲端、大數據課程，理工學院設置許多企業合作實驗室。在醫學領域，與全台數十所醫院機構共組「輔大醫療聯盟」，主治醫師訓練資源充足。
輔大主導、加入或從屬大量海內外學術聯盟，是亞洲博雅大學聯盟、國際商管學院促進協會等世界名校聯盟暨國際組織成員。現為EUTW七校聯盟、優久大學聯盟12校、台灣基督宗教大學校院聯盟16校成員之一，亞太大學交流會（UMAP）前國際秘書處暨臺灣國家秘書處所在地。輔大在維基百科擁有34種語言條目。

### 臺梵官方關係
輔大直屬羅馬教廷教育部，與中華民國外交部同等，屢次達成中華民國政府與世界各國實質交流，在臺梵官方關係具有獨特重要地位。歷來的中華民國駐教廷大使卸任後，皆能獲頒輔大名譽博士學位。歷年輔大開學時，駐台聖座大使皆到校與會。輔大校長一職的任免，屬於聖座國務卿的垂詢事務，更曾與中華民國的聯合國會籍相提並論。輔大內部改組議題，亦廣泛牽動兩國教育部與教廷駐華大使的介入。

## 爭議事件
- 1964年：從一巴掌看輔仁大學[204]
- 1969年：蔣匪板書事件[205]
- 2000年：天主教大學憲章爭議[206]
- 2004年：墮胎紀實影片爭議[207]
- 2010年：玫瑰學苑拆除爭議[208]
- 2013年：輔仁大學更名事件。
- 2015年：輔大心理系性侵事件。
- 2016年：校方公開信反同性戀，批「同志如竊盜不能合理化」[209]
- 2016年：輔大女宿廢除12點鐘門禁（輔大灰姑娘事件）[210]
- 2016年：輔大校方為辦世大運，偷拆球場事件[211]
- 2018年7月31日輔大校長江漢聲被稽核室主任靳宗立指控涉嫌輔大診所和輔大醫院的重大舞弊。[212]
- 2019年：輔大哲學系沈清楷性平事件。
- 2019年：以校內信請教授上課時勿傳遞個人意識形態。[213]
- 2022年：輔大校長江漢聲涉挪校產被起訴，校方：檢方不採信證據。[214]

## 校務統計
歷年日間部師生比及新生註冊率
- 110學年度日間部學生人數20,147，專任老師人數731，日間部師生比27.56%（學生數／老師數）。[215]

- 111學年度新生註冊率87.3%。
- 112學年度新生註冊率89.15%。[216]

## 外部連結

### 校級
- 天主教輔仁大學
- YouTube上的FJCUChannel頻道
- 輔仁大學學校財團法人 （页面存档备份，存于）
- 美國輔仁大學基金會 （页面存档备份，存于）
- 輔大簡介手冊 （页面存档备份，存于）
- 輔大簡介DM （页面存档备份，存于）

### 附屬單位
- 輔大教學卓越計畫 （页面存档备份，存于）
- 輔大之聲 （页面存档备份，存于）
- 輔大之聲 FM88.5 Voice of FJU的Facebook專頁
- 輔大新聞網 （页面存档备份，存于）
- 輔大出版社 （页面存档备份，存于）
- 輔仁大學研究發展處 （页面存档备份，存于）
- 亞太大學交流會